# Saint-Yaguen
Saint-Yaguen is een gemeente in het Franse departement Landes (regio Nouvelle-Aquitaine) en telt 481 inwoners (2005). De plaats maakt deel uit van het arrondissement Dax.

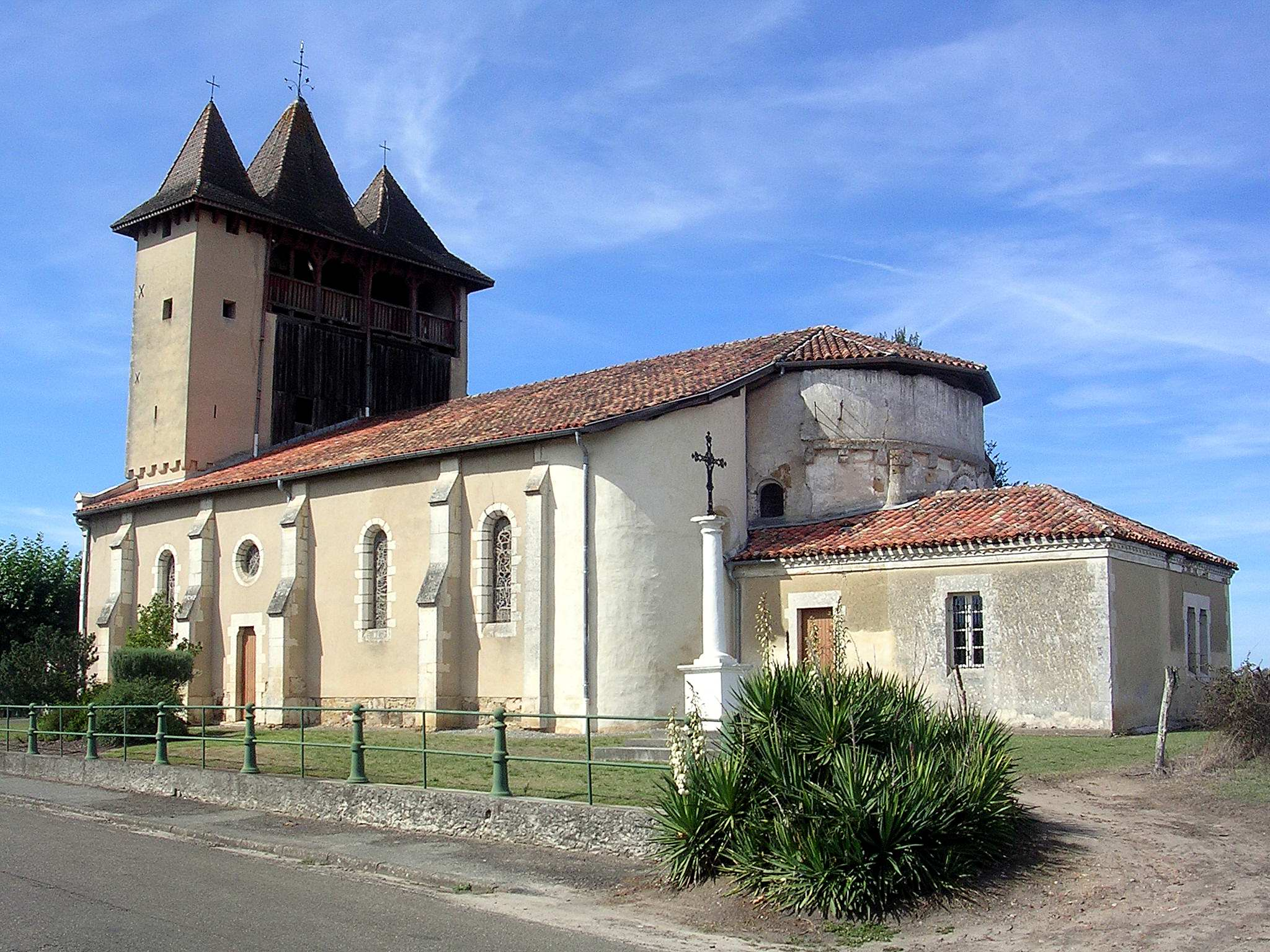
Kerk
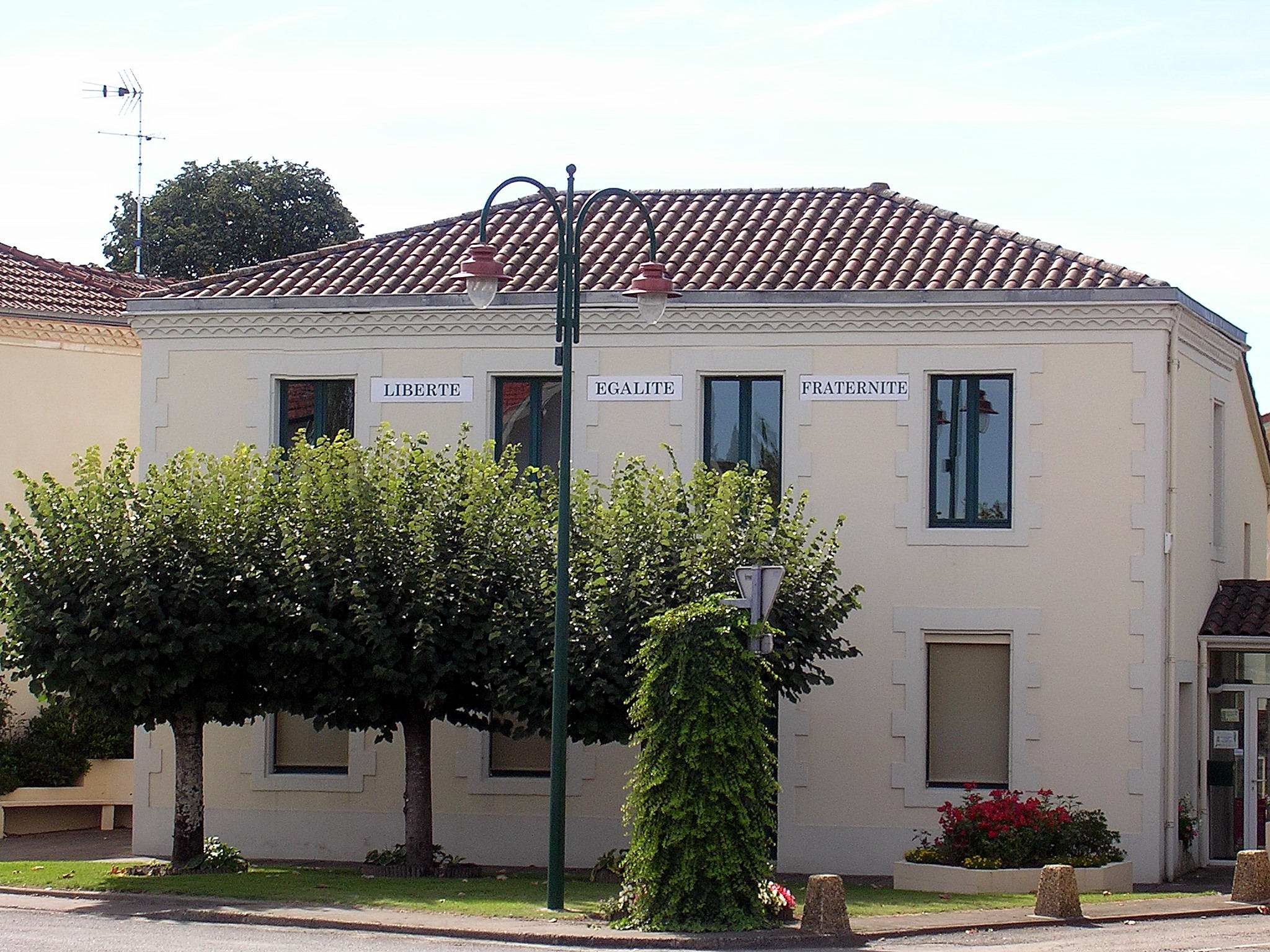
Gemeentehuis

## Geografie
De oppervlakte van Saint-Yaguen bedraagt 38,6 km², de bevolkingsdichtheid is 12,5 inwoners per km².
De onderstaande kaart toont de ligging van Saint-Yaguen met de belangrijkste infrastructuur en aangrenzende gemeenten.

## Demografie
Onderstaande figuur toont het verloop van het inwonertal (bron: INSEE-tellingen).